# 托米斯拉夫·尼科利奇

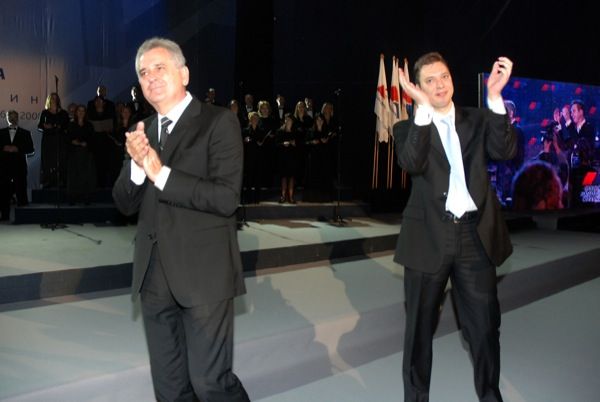
托米斯拉夫·尼科利奇（左）

托米斯拉夫·尼科利奇（發音：[tǒmislaʋ nǐkolit͡ɕ]；1952年2月15日—），塞尔维亚政治家，前塞尔维亚总统，曾于2007年5月短暂出任议会议长。

## 经历

### 早年生涯
尼科利奇生于克拉古耶瓦茨，加入政坛前是建筑师，曾领导贝尔格莱德至巴尔铁路的建筑工程。他在1990年代加入人民激进党，该党与塞尔维亚切特尼克运动在1991年合并为塞尔维亚激进党，不久他当选该党副主席，并于1991年起任塞尔维亚议会副议长。
米洛舍维奇掌权期间，尼科利奇曾入狱3个月。1998年，激进党与社会党组成联合政府，尼科利奇任塞尔维亚副总统，翌年任前南斯拉夫联邦副总统。

### 政治生涯
尼科利奇分别在2000年和2004年两度参加塞尔维亚总统选举，但均落败。他在2008年再度参选，在1月20日第一轮投票中领先时任总统鲍里斯·塔迪奇，在2月3日的第二轮投票中失败。2008年9月6日辞去激进党领导人职务。9月12日，尼科利奇和他的小组被正式逐出激进党。在答复中，尼科利奇宣布，他将组建自己的政党——塞尔维亚进步党。

### 当选总统
2012年4月4日，塞尔维亚总统鲍里斯·塔迪奇提交辞呈，提前举行总统选举。5月20日晚公布的选举结果显示，尼科利奇得票过半，击败爭取连任的前总统、执政党领袖塔迪奇，当选塞尔维亚总统。
2017年放棄連任，由執政黨領袖及總理武契奇接任。